# リッキ・ジョナタン・リマ・モライス
リッキ（Rick）ことリッキ・ジョナタン・リマ・モライス（ポルトガル語: Rick Jhonathan Lima Morais、1999年9月2日 - ）は、ブラジルのサッカー選手。ポジションはFW。

## クラブ歴
モト・クルブ・ジ・サン・ルイスのフットサル部門の下部組織に所属したがサッカーに転向し、ソシエダージ・ボカ・ジュニオールFC、グレミオFBPA、SCイヴォチを経て、セアラーSCの下部組織に加入した。2018年8月25日にコパ・ファレス・ロペスで選手初出場を記録した。プロの試合の初出場は2019年1月18日に行われたコパ・ド・ノルデスチで、フェリペ・シウバに代わって投入された。カンピオナート・ブラジレイロ・セリエAでは5月20日の古巣グレミオ戦であった。
2021年12月19日にPFCルドゴレツ・ラズグラドに完全移籍した。